# بعثة الاتحاد الأوروبي المتكاملة لسيادة القانون في العراق
بعثة الاتحاد الأوروبي المتكاملة لسيادة القانون في العراق هي إحدى بعثات الاتحاد الأوروبي لدعم وتدريب القضاة ومسؤولي السجون وغيرهم من العاملين في قطاع العدالة في العراق، لتحسين سيادة القانون وحماية حقوق الإنسان.
البعثة هو جزء من خدمة العمل الخارجي في الاتحاد الأوروبي. تضم البعثة حوالي 50-60 موظفًا،  مع أعضاء من عدة دول مختلفة في الاتحاد الأوروبي (وغير أعضاء في الاتحاد الأوروبي). وهي مقسمة إلى ثلاث فرق رئيسية - دعم المحاكم والشرطة والسجون على التوالي.

## التاريخ

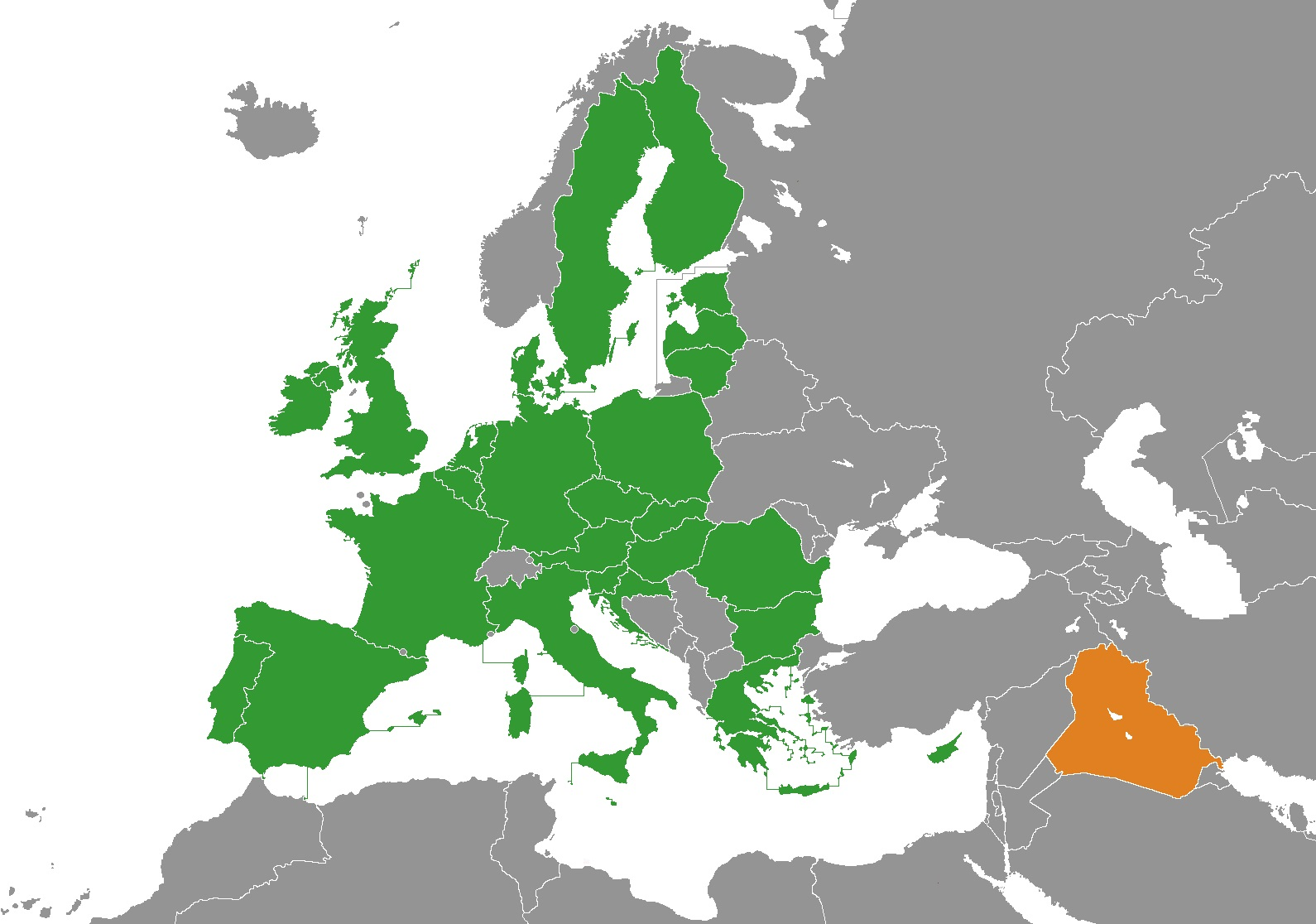
دول الاتحاد الأوروبي والعراق

وقد طلب إبراهيم الجعفري، رئيس الحكومة العراقية المؤقتة، دعم دولة القانون. تم إنشاء البعثة بموجب القرار رقم 6328/05 لمجلس الاتحاد الأوروبي؛ بدأت عملياتها في يوليو 2005، مع ستيفن وايت كرئيس للبعثة. ومُددت الولاية مرارا؛ آخر تمديد، تمت الموافقة عليه في يونيو 2012 من خلال اجتماع 27 سفيرا للاتحاد الأوروبي، يستمر حتى 31 ديسمبر 2013  كان مقرها في البداية في بروكسل، لأسباب أمنية، مع مكتب ارتباط صغير في السفارة البريطانية في بغداد؛  لكن هذا انتقل إلى بغداد في أوائل عام 2011. كما توجد مكاتب في أربيل والبصرة .
اعتبارًا من عام 2012، دربت البعثة أكثر من 5000 مسؤول عراقي وبلغت التكلفة الإجمالية للبعثة حوالي 118 مليون يورو.

## روابط خارجية
- موقع EEAS
- صور البعثة